# Football Club Stade Lausanne-Ouchy 2017-2018
Questa voce raccoglie le informazioni riguardanti il Football Club Stade Lausanne-Ouchy nelle competizioni ufficiali della stagione 2017-2018.

## Stagione
Nella stagione 2017-2018 lo Stade Lausanne-Ouchy, allenato da Andrea Binotto, concluse il campionato di Promotion League al 5º posto.

## Rosa
| N. |                                 | Ruolo | Calciatore         |
| -- | ------------------------------- | ----- | ------------------ |
| 1  | Turchia (bandiera)              | P     | Eren Sahingoz      |
| 2  | Bosnia ed Erzegovina (bandiera) | D     | Miljan Dangubic    |
| 5  | Kosovo (bandiera)               | D     | Lavdrim Hajrulahu  |
| 6  | Svizzera (bandiera)             | C     | Samuel Gomis       |
| 7  | Svizzera (bandiera)             | C     | Carl Martinet      |
| 7  | Turchia (bandiera)              | A     | Hakan Demirci      |
| 8  | Francia (bandiera)              | C     | Bradley Bavueza    |
| 8  | Spagna (bandiera)               | C     | Alberto Gomez Mora |
| 9  | Svizzera (bandiera)             | A     | Andreas Soos       |
| 11 | Francia (bandiera)              | A     | Yanis Lahiouel     |
| 12 | Svizzera (bandiera)             | D     | Leo Morax          |
| 14 | Svizzera (bandiera)             | C     | Alexander de Groot |
| 15 | Svizzera (bandiera)             | C     | Ramis Can Sentürk  |
| 15 | Svizzera (bandiera)             | C     | Nicolas Tebib      |
| 16 | Portogallo (bandiera)           | D     | Fabio Carvalho     |

| N. |                       | Ruolo | Calciatore      |
| -- | --------------------- | ----- | --------------- |
| 16 | Svizzera (bandiera)   | C     | Kevin Tsimba    |
| 19 | Svizzera (bandiera)   | D     | Azad Odabasi    |
| 19 | Francia (bandiera)    | C     | Andy Laugeois   |
| 20 | Angola (bandiera)     | C     | Zaku Fungilo    |
| 21 | Francia (bandiera)    | D     | Axel Danner     |
| 22 | Svizzera (bandiera)   | C     | Blerim Iseni    |
| 23 | Tunisia (bandiera)    | C     | Ahmed Mejri     |
| 24 | Svizzera (bandiera)   | C     | Roland Ndongo   |
| 25 | Svizzera (bandiera)   | D     | Fabian Geiser   |
| 30 | Portogallo (bandiera) | P     | José Moreira    |
| 30 | Svizzera (bandiera)   | P     | Kennedy Matos   |
|    | Svizzera (bandiera)   | P     | Almin Bilibani  |
|    | Svizzera (bandiera)   | P     | Serge Emptaz    |
|    | Svizzera (bandiera)   | P     | Mohamed Ouzzani |

## Organigramma societario
Area tecnica
- Allenatore: Andrea Binotto
- Allenatore in seconda:
- Preparatore dei portieri:
- Preparatori atletici:

## Calciomercato

### Sessione estiva
| Acquisti | Acquisti           | Acquisti           | Acquisti |
| R.       | Nome               | da                 | Modalità |
| -------- | ------------------ | ------------------ | -------- |
| A        | Onur Yildiz        | Bavois             |          |
| D        | Fabio Carvalho     | Le Mont            |          |
| D        | Henrique de Amorim | La Sarraz-Eclépens |          |
| C        | Roland Ndongo      | Servette U-21      |          |

| Cessioni | Cessioni           | Cessioni           | Cessioni |
| R.       | Nome               | a                  | Modalità |
| -------- | ------------------ | ------------------ | -------- |
| P        | Damien Djuric      | La Sarraz-Eclépens |          |
| C        | Dorian Luwawa      | Bulle              |          |
| D        | Henrique de Amorim | La Sarraz-Eclépens |          |
| A        | Tshitumba N'Gindu  | Yverdon            |          |

### Sessione invernale
| Acquisti | Acquisti       | Acquisti       | Acquisti |
| R.       | Nome           | da             | Modalità |
| -------- | -------------- | -------------- | -------- |
| C        | Kevin Tsimba   | Servette U-21  |          |
| D        | Azad Odabasi   | Stade Nyonnais |          |
| A        | Yanis Lahiouel | Yverdon        |          |
| P        | Eren Sahingoz  | Azzurri 90     |          |

| Cessioni | Cessioni          | Cessioni       | Cessioni |
| R.       | Nome              | a              | Modalità |
| -------- | ----------------- | -------------- | -------- |
| D        | Fabio Rego        | Azzurri 90     |          |
| P        | Sascha Bodenghien | Vevey United   |          |
| A        | Alejandro Cuba    | Echichens      |          |
| A        | Onur Yildiz       | Renens         |          |
| A        | Sonny Kok         | Stade Nyonnais |          |

## Risultati

### Promotion League
| Arbitro: | Wolfensberger |

|                               |           |  |
| Valente 10’, 84’ Chentouf 29’ | Marcatori |  |

| Arbitro: | Hänggi |

|                                                    |           |  |
| Mejri 27’, 51’ (rig.) Kok 61’ Bavueza 70’ Soos 90’ | Marcatori |  |

| Arbitro: | Bosnic |

|                                |           |                                          |
| Franjic 9’, 48’, 89’ Lüthi 90’ | Marcatori | 22’ Mejri 37’ Ndongo 57’, 90’ (rig.) Kok |

| Arbitro: | Roth |

|  |           |                                        |
|  | Marcatori | 14’ Schmid 28’ Vesco 72’, 89’ Manzambi |

| Arbitro: | Ovcharov |

|           |           |                                      |
| Causi 45’ | Marcatori | 37’ Bavueza 66’ (rig.) Mejri 90’ Kok |

| Arbitro: | Piccolo |

|                       |           |                     |
| Bavueza 71’ Mejri 81’ | Marcatori | 21’ Toma 69’ Yartey |

| Arbitro: | Schärli |

|                    |           |  |
| Kasaï 5’ Erard 86’ | Marcatori |  |

| Arbitro: | Wolfensberger |

|                                              |           |                                      |
| Balaj 4’ Dätwyler 20’, 59’ (rig.) Walker 83’ | Marcatori | 19’ Tebib 47’ (rig.) Mejri 71’ Gomis |

| Arbitro: | Ljatifi |

|                                     |           |             |
| Kok 25’ Mejri 76’ (rig.) Ndongo 81’ | Marcatori | 50’ Akbulut |

| Arbitro: | Roth |

|                     |           |           |
| Cissé 77’ Rossé 82’ | Marcatori | 20’ Mejri |

| Arbitro: | Turkes |

|                |           |               |
| Ndongo 2’, 40’ | Marcatori | 89’ Čavušević |

| Arbitro: | Dudic |

|                                   |           |               |
| Demiri 26’ Alvarez 30’ Zeneli 78’ | Marcatori | 5’, 64’ Mejri |

| Arbitro: | Cibelli |

|                     |           |  |
| Mejri 12’ Tebib 80’ | Marcatori |  |

| Arbitro: | Brunner |

|                                          |           |                |
| Stojanov 19’ Miani 57’, 81’ Cinquini 88’ | Marcatori | 45’ (rig.) Kok |

| Arbitro: | Morais |

|                     |           |                        |
| Kok 55’, 83’ (rig.) | Marcatori | 30’ Costa 47’ Chihadeh |

#### Girone di ritorno
| Arbitro: | Cibelli |

|                  |           |                                           |
| Bavueza 44’, 58’ | Marcatori | 4’, 7’ Chentouf 9’ Gaillard 90’ Zambrella |

| Arbitro: | Bosnic |

|              |           |                    |
| Miljković 8’ | Marcatori | 29’ Danner 61’ Kok |

| Arbitro: | Gianforte |

|              |           |  |
| Lahiouel 75’ | Marcatori |  |

| Arbitro: | Morais |

|            |           |                      |
| Pululu 59’ | Marcatori | 5’ Lahiouel 83’ Soos |

| Arbitro: | Dudic |

|                              |           |            |
| Lahiouel 21’ Ndongo 68’, 90’ | Marcatori | 7’ Colocci |

| Arbitro: | Skalonja |

|                             |           |                          |
| Yartey 18’ (rig.) Pinga 90’ | Marcatori | 2’ Mejri 34’, 63’ Ndongo |

| Arbitro: | Borra |

|  |           |           |
|  | Marcatori | 90’ Josse |

| Arbitro: | Cibelli |

|           |           |            |
| Iseni 73’ | Marcatori | 90’ Giampà |

| Arbitro: | Ghisletta |

|                                      |           |  |
| Mushkolaj 43’ Gomes 45’ Rietmann 57’ | Marcatori |  |

| Arbitro: | Huber |

|             |           |           |
| Bavueza 83’ | Marcatori | 60’ Cissé |

| Arbitro: | Ljatifi |

|              |           |              |
| Pagliuca 43’ | Marcatori | 30’ Lahiouel |

| Arbitro: | Dégallier |

|                                                |           |  |
| Laugeois 3’ Lahiouel 12’, 29’, 63’ Demirci 84’ | Marcatori |  |

| Arbitro: | Piccolo |

|              |           |                               |
| Šabanović 5’ | Marcatori | 37’ Lahiouel 50’, 59’ Bavueza |

| Arbitro: | Rothenfluh |

|              |           |           |
| Lahiouel 48’ | Marcatori | 90’ Miani |

| Arbitro: | Turkes |

|                                                    |           |              |
| Costa 7’ Sulejmani 14’, 35’, 81’ Chihadeh 38’, 59’ | Marcatori | 53’ Lahiouel |

## Statistiche

### Statistiche di squadra
| Competizione     | Punti | In casa | In casa | In casa | In casa | In casa | In casa | In trasferta | In trasferta | In trasferta | In trasferta | In trasferta | In trasferta | Totale | Totale | Totale | Totale | Totale | Totale | DR |
| Competizione     | Punti | G       | V       | N       | P       | Gf      | Gs      | G            | V            | N            | P            | Gf           | Gs           | G      | V      | N      | P      | Gf     | Gs     | DR |
| ---------------- | ----- | ------- | ------- | ------- | ------- | ------- | ------- | ------------ | ------------ | ------------ | ------------ | ------------ | ------------ | ------ | ------ | ------ | ------ | ------ | ------ | -- |
| Promotion League | 43    | 15      | 7       | 5       | 3       | 30      | 19      | 15           | 5            | 2            | 8            | 26           | 38           | 30     | 12     | 7      | 11     | 56     | 57     | -1 |
| Totale           | 43    | 15      | 7       | 5       | 3       | 30      | 19      | 15           | 5            | 2            | 8            | 26           | 38           | 30     | 12     | 7      | 11     | 56     | 57     | -1 |

### Andamento in campionato
| Giornata  | 1  | 2 | 3 | 4  | 5 | 6 | 7 | 8  | 9 | 10 | 11 | 12 | 13 | 14 | 15 | 16 | 17 | 18 | 19 | 20 | 21 | 22 | 23 | 24 | 25 | 26 | 27 | 28 | 29 | 30 |
| --------- | -- | - | - | -- | - | - | - | -- | - | -- | -- | -- | -- | -- | -- | -- | -- | -- | -- | -- | -- | -- | -- | -- | -- | -- | -- | -- | -- | -- |
| Luogo     | T  | C | T | C  | T | C | T | T  | C | T  | C  | T  | C  | T  | C  | C  | T  | C  | T  | C  | T  | C  | C  | T  | C  | T  | C  | T  | C  | T  |
| Risultato | P  | V | N | P  | V | N | P | P  | V | P  | V  | P  | V  | P  | N  | P  | V  | V  | V  | V  | V  | P  | N  | P  | N  | N  | V  | V  | N  | P  |
| Posizione | 16 | 5 | 7 | 13 | 9 | 8 | 9 | 12 | 9 | 11 | 8  | 11 | 8  | 12 | 11 | 13 | 11 | 10 | 7  | 7  | 5  | 5  | 5  | 6  | 6  | 6  | 5  | 5  | 5  | 5  |

Legenda:

Luogo: C = Casa; T = Trasferta. Risultato: V = Vittoria; N = Pareggio; P = Sconfitta.

### Statistiche dei giocatori
| B. Bavueza    | 27 | 8  | 5 | 1 |
| A. Bilibani   | 0  | 0  | 0 | 0 |
| S. Bodenghien | 0  | 0  | 0 | 0 |
| F. Carvalho   | 10 | 0  | 2 | 0 |
| A. Cuba       | 1  | 0  | 0 | 0 |
| M. Dangubic   | 24 | 0  | 1 | 0 |
| A. Danner     | 26 | 1  | 7 | 0 |
| H. Demirci    | 4  | 1  | 0 | 0 |
| D. Djuric     | 3  | 0  | 0 | 0 |
| S. Emptaz     | 0  | 0  | 0 | 0 |
| Z. Fungilo    | 13 | 0  | 1 | 0 |
| F. Geiser     | 20 | 0  | 3 | 1 |
| S. Gomis      | 27 | 1  | 4 | 0 |
| L. Hajrulahu  | 14 | 0  | 1 | 0 |
| B. Iseni      | 12 | 1  | 0 | 0 |
| S. Kok        | 16 | 9  | 7 | 0 |
| Y. Lahiouel   | 12 | 10 | 1 | 0 |
| A. Laugeois   | 18 | 1  | 7 | 1 |
| D. Luwawa     | 2  | 0  | 0 | 0 |
| C. Martinet   | 4  | 0  | 0 | 0 |
| K. Matos      | 14 | 0  | 1 | 0 |
| A. Mejri      | 26 | 12 | 5 | 0 |
| A. Mora       | 1  | 0  | 0 | 0 |
| L. Morax      | 19 | 0  | 3 | 0 |
| J. Moreira    | 1  | 0  | 0 | 0 |
| R. Ndongo     | 26 | 8  | 1 | 0 |
| A. Odabasi    | 12 | 0  | 1 | 0 |
| M. Ouzzani    | 0  | 0  | 0 | 0 |
| F. Rego       | 12 | 0  | 2 | 0 |
| E. Sahingoz   | 12 | 0  | 1 | 0 |
| R. Sentürk    | 0  | 0  | 0 | 0 |
| A. Soos       | 24 | 2  | 3 | 0 |
| N. Tebib      | 19 | 2  | 1 | 0 |
| K. Tsimba     | 2  | 0  | 0 | 0 |
| O. Yildiz     | 0  | 0  | 0 | 0 |
| H. de Amorim  | 0  | 0  | 0 | 0 |
| A. de Groot   | 15 | 0  | 1 | 0 |